# 沈傳師
沈传师（777年—835年）字子言。吴县（今江苏苏州）人，祖籍吴兴郡武康县（今浙江省湖州市德清县），唐书法家。
沈传师是沈齐家曾孙，沈既濟之子。唐德宗贞元二十一年進士，登制科乙第，历官太子校书郎、转左拾遗、左补阙，元和十二年為翰林学士、中书舍人、湖南观察使等職。宝历元年（825年）拜官至尚书右丞、吏部侍郎，“更二镇十年，无书贿入权家”。大和二年（828年），外放江西觀察使、宣歙观察使。陈思称其“才行有余”。四年（830年）九月，至宣州，七年（833年）四月回京任職，終官吏部侍郎，九年（835年）去世，赠吏部尚书。有子沈询。
沈傳師工書法，米芾推崇道：“如龙游天表，虎踞溪旁，精神自若，骨法清虚。”一日米芾游湘西道林岳麓寺時，將沈氏所书的《游道林岳麓寺诗》偷走，揚帆而去。寺僧急向官府告发，方得以追回。朱长文说他“正、行书皆至妙品。存于翠琰、爽快骞举，如许迈学仙，骨轻神健、飘飘然欲腾霄云”。

## 延伸阅读
[在维基数据编辑]
 在维基文库阅读此作者作品
 《舊唐書·卷149》，出自刘昫《舊唐書》